# 大衛·卡爾莫
大卫·莫塔·韦加·特谢拉·卡尔莫（葡萄牙語：David Mota Veiga Teixeira Carmo；1999年7月19日—），安哥拉職業足球員，司職中後衛，現時被葡超球會波圖外借至希臘足球超級聯賽球隊奧林匹亞科斯（诺丁汉森林外借）。代表安哥拉國家足球隊參加國際比賽。

## 俱樂部生涯
卡爾莫1999年7月19日出生於葡萄牙阿羅威，同時有安哥拉血統。2015年加入布拉加青訓，2018年代表布拉加B隊首次登場葡甲聯賽，出場26次，幫助球隊保級。2019年，首次得到一線隊的徵召，2020年在對波圖的比賽完成一線隊首秀。
波圖官方宣佈從布拉加簽下卡爾莫，據悉轉會費最高可達到2250萬歐元，違約金8000萬歐元。

## 國家隊生涯
卡爾莫隨葡萄牙U19在2018年獲得過U19歐青賽冠軍，在2022年5月首次入選葡萄牙國家足球隊。

## 外部連結
- 大衛·卡爾莫於ForaDeJogo的個人資料
- National team data （页面存档备份，存于） （葡萄牙語）